# Вечерковская, Галина Яновна
Галина Яновна Вечерковская (род. 27 июня 1926, Ленинград) — советская гребчиха, пятикратная чемпионка Европы, заслуженный мастер спорта СССР (1962).

## Биография
Родилась 27 июня 1926 года в Ленинграде. Во время Великой Отечественной войны семья проживала в Рязанской области. Отец будущей спортсменки работал инженером и был казнён в конце 1930-х годов. 
Греблёй начала заниматься в 1947 году, поступив в Университет имени Лесгафта, который окончила в 1951 году, став преподавателем. С 1984 по 1997 год работала врачом в городской детской больнице. 
В конце 1940-х годов Вечерковская вышла замуж за своего тренера Кирилла Путырского, но пара распалась спустя двадцать лет.
На протяжении своей спортивной карьеры Вечерковская становилась пятикратной чемпионкой Европы. До этого момента она и её напарница Олимпиада Михайлова были лидерами по количеству медалей в двойках. Кроме того, неоднократно завоёвывала призовые места на чемпионате СССР.  

## Награды
- Заслуженный мастер спорта СССР (1962)